# Spiesia sulfurea
Spiesia sulfurea là một loài thực vật có hoa trong họ Đậu. Loài này được (Fisch. ex Steud.) Kuntze miêu tả khoa học đầu tiên năm 1891.